# 予知視
『予知視』（よちし）は、滝智次朗による日本の漫画。コミックシーモア内『ズズズキュン！』（ソルマーレ編集部）にて2017年6月16日より連載。

## 概要
数秒だけ先の未来視ができる大学生・照彦が能力に振り回されるホラーミステリー。

## 書誌情報
- 滝智次朗 『予知視』 ソルマーレ編集部〈ズズズキュン！〉、既刊11巻（2024年11月11日現在）[3]
  1. 2019年2月16日発売
  2. 2019年2月16日発売
  3. 2019年10月5日発売
  4. 2020年4月18日発売
  5. 2020年10月3日発売
  6. 2021年8月14日発売
  7. 2022年6月11日発売
  8. 2023年1月28日発売
  9. 2023年5月27日発売
  10. 2024年7月13日発売
  11. 2024年9月14日発売
- 滝智次朗 『予知視』 KADOKAWA〈電撃コミックスNEXT〉、既刊2巻（2020年2月27日現在）
  1. 2020年1月27日発売[4]、ISBN 978-4-04-912773-7
  2. 2020年2月27日発売[5]、ISBN 978-4-04-912774-4